# Amin al-Husseini
Muḥammad Amīn al-Ḥusaynī (anche reso come Amin al-Husseini, in arabo محمد أمين الحسيني‎?; Gerusalemme, 1897 – Beirut, 4 luglio 1974) è stato un politico palestinese, Gran Mufti di Gerusalemme. Fu uno dei principali leader nazionalisti arabi radicali degli anni trenta, indicato anche come un precursore del fondamentalismo islamico, malgrado i suoi lavori non abbiano mai inteso coinvolgere aspetti regolati dalla teologia islamica.
Noto per il suo forte antisemitismo e avverso ad ogni forma di ebraismo in Palestina, al-Ḥusaynī combatté contro l'instaurazione di uno Stato ebraico nel territorio mandatario britannico in Palestina e sostenne la creazione di uno Stato arabo in sua vece. A tal fine, al-Ḥusaynī non esitò a cercare il sostegno della Germania nazista e dell'Italia fascista, collaborando in seguito attivamente con la prima durante la seconda guerra mondiale, facilitando ad esempio il reclutamento di musulmani nelle formazioni internazionali delle Waffen-SS ed in quelle del Regio Esercito italiano. L'ascesa religiosa e politica di al-Ḥusaynī fu contrastata già a partire dall'inizio degli anni venti da quella parte della società arabo-palestinese che era favorevole all'amministrazione britannica.

## Gioventù
Ḥājjī Amīn nacque a Gerusalemme nel 1895, in una delle due famiglie-clan più potenti della città, gli Husaynī. Si recò ad Il Cairo per studiare, ma all'Università non terminò neanche un corso di studi. Fu allievo di Rashīd Riḍā (1865-1935), teorizzatore della rinascita islamica oggi praticata da tutti i movimenti fondamentalisti: ostilità all'Occidente, rigido rispetto della shari'a, antisionismo radicale, rivalutazione del jihād come primo dovere del musulmano. Nella capitale egiziana al-Ḥusaynī fondò un'associazione antisionista.
Al-Ḥusaynī si diplomò nella Scuola di amministrazione di Istanbul. In tutta la sua vita, l'unica qualifica religiosa che ottenne fu quella di Ḥajj, che peraltro è ottenibile da qualunque musulmano che si rechi nella città santa dell'islam. Ḥajj, infatti, significa pellegrino ed al-Ḥusaynī all'età di 18 anni (1913), fece il suo primo pellegrinaggio a La Mecca.
Con lo scoppio della prima guerra mondiale nel 1914, al-Ḥusaynī fu arruolato nell'esercito ottomano; gli fu attribuito il brevetto di ufficiale di artiglieria, venendo assegnato alla 47ª Brigata, stazionata dentro e intorno alla città, a maggioranza greco-cristiana, di Smirne. Nel novembre 1916, al-Ḥusayni lasciò l'esercito ottomano per un congedo ospedaliero di tre mesi e tornò a Gerusalemme, dove rimase fino alla fine della guerra.
L'11 dicembre 1917 vide le truppe britanniche entrare in città. Come soldato dell'esercito ottomano era stato nemico di Londra, ma ora capì che i tempi erano cambiati. Dopo la conquista britannica della Palestina e della Siria nel 1918, s'impiegò in vari uffici dell'amministrazione militare britannica a Gerusalemme ed a Damasco; fu anche incaricato del reclutamento di soldati per l'esercito dell'emiro Fayṣal, futuro sovrano del Regno dell'Iraq.
Nel 1919 al-Ḥusaynī raggiunse il Congresso siro-palestinese convocato a Damasco, dove egli sostenne Fayṣal affinché assumesse la corona della Siria. Quell'anno, al-Ḥusaynī aderì (e forse contribuì a fondare) alla società segreta araba al-Nādī al-ʿArabī (Il circolo arabo) a Gerusalemme e scrisse alcuni articoli per il primo nuovo quotidiano creato in Palestina, Sūriya al-Janūbiyya (Siria Meridionale). Il giornale fu pubblicato a Gerusalemme a partire dal settembre 1919 ad opera del giurista Muḥammad Ḥasan al-Budayrī, e fu diretto da ʿĀrif al-ʿĀrif, entrambi importanti membri dell'al-Nādī al-ʿArabī.
Fino alla fine del 1921, al-Ḥusaynī focalizzò i suoi sforzi sul progetto del panarabismo e della Grande Siria in particolare immaginando la Palestina come una provincia meridionale di uno Stato arabo con capitale Damasco. La Grande Siria prevedeva la creazione di un'entità che radunasse i territori oggi occupati da Siria, Libano, Giordania e Palestina. La lotta per la Grande Siria si esaurì bruscamente dopo che la Gran Bretagna cedette nel luglio 1920 il controllo alla Francia su quelli che attualmente sono la Siria e il Libano, in accordo con gli accordi Sykes-Picot. L'esercito francese entrò a Damasco a quel tempo, piegò la resistenza armata araba nella battaglia di Maysalūn e rovesciò re Fayṣal, mettendo così fine al progetto della Grande Siria.
Dopo di ciò, al-Ḥusaynī dedicò i suoi sforzi, abbandonando il disegno del panarabismo filo-siriano, a favore di un'ideologia specificamente palestinese, centrata su Gerusalemme, che prevedeva l'espulsione degli ebrei e degli stranieri dalla Palestina, restaurando così una sostanziale Dār al-Islām, cioè un territorio in cui vigesse la legge islamica.

## Amīn al-Ḥusaynī leader della rivolta araba
Amīn al-Ḥusaynī emerse ben presto come principale organizzatore delle rivolte nei territori amministrati dai britannici. Il suo scopo fu fomentare l'odio tra ebrei e musulmani. Avviò una campagna di diffamazione contro i leader islamici locali, che lo denunciarono alle autorità britanniche come teppista ignorante. La sua prima azione ebbe luogo durante l'annuale processione in onore del profeta Mosè (Nabī Mūsā) a Gerusalemme il 4 aprile 1920. Quel giorno vari oratori denunciarono la dichiarazione Balfour (1917) come un tradimento patito dagli arabi ad opera dei britannici. Il discorso di al-Ḥusaynī fu improntato a esortare i musulmani a coalizzarsi, per creare uno Stato arabo in Siria e Palestina.
La processione si trasformò in una violenta dimostrazione; ne seguì l'assalto al quartiere ebraico e nei disordini che seguirono, 5 ebrei furono uccisi e 211 feriti e gli arabi uccisi furono 4. Al-Ḥusaynī venne condannato a 10 anni di prigione, ma in contumacia, visto che si era sottratto alla cattura scappando a Damasco, via Transgiordania.
Nel 1921 l'amministrazione militare britannica della Palestina fu sostituita da un governo civile, su mandato della Lega delle Nazioni. Proprio quell'anno morì il Muftī (primo magistrato) di Gerusalemme. Era un Ḥusaynī, precisamente un cugino di Amīn. L'alto commissario britannico, Herbert Samuel, decise di graziare Amīn al-Ḥusaynī ed ʿĀref al-ʿĀref. Il provvedimento fu emanato ad hoc, poiché c'era già stata in precedenza un'amnistia generale, ma i due ne erano stati esclusi poiché al momento dell'emanazione si erano dati alla macchia. Dovendo nominare il nuovo Muftī, l'Alto commissario decise di seguire la tradizione.
Durante la dominazione ottomana la procedura era stata la seguente: la nomina del Muftī spettava al califfo, detentore del potere temporale. Egli sceglieva tra una rosa di tre nomi proposta dai religiosi (ʿulamāʾ) e da notabili locali. Quando Londra conquistò la Palestina, il potere temporale fu assegnato ad un Alto commissario. Ciò condusse alla situazione del tutto eccezionale in cui un ebreo, Herbert Samuel, doveva scegliere il Muftī. La sola differenza rispetto alla tradizione fu che la rosa era di cinque candidati invece di tre.
Ma Amīn al-Ḥusaynī era giunto solo in quarta posizione. L'elezione fu quindi manipolata da Samuel, che pensò di cooptare al potere il radicalismo. A dimostrazione dell'errore grossolano in cui incorse Samuel, la stessa comunità musulmana protestò contro la sua nomina poiché al-Ḥusaynī non aveva ricevuto una formazione religiosa adeguata. Non era né uno sceicco (nel senso di personalità autorevole) né ʿālim (sapiente in materia religiosa), quindi non era adatto per la carica. Alcuni storici affermano, in modo inesatto, che al-Ḥusaynī s'impadronì del potere. Di certo, al-Ḥusaynī fu eletto contro il parere dei musulmani del luogo.
Con la nomina a nuovo Muftī (8 maggio 1921), al-Ḥusaynī ebbe accesso a risorse finanziarie notevoli, che si calcolano in 200.000 sterline britanniche all'anno.

## Gran Muftī di Gerusalemme
Nel 1921 i britannici istituirono il Consiglio supremo islamico, per amministrare:
- i beni Waqf, beni attribuiti alle fondazioni religiose, di per sé inalienabili, che rendevano ogni anno decine di migliaia di sterline britanniche,
- i fondi destinati ad accudire gli orfani, che annualmente ammontavano a circa 50.000 sterline,
- le corti giudiziarie islamiche sciaraitiche in Palestina. Queste corti, fra gli altri poteri, avevano quello della nomina degli insegnanti e dei predicatori (khaṭīb) che pronunciavano, allora come oggi, l'allocuzione (khuṭba) del venerdì nelle moschee.

L'anno seguente i britannici scelsero al-Ḥusaynī come Presidente del neo-costituito Consiglio. La carica durava solo 5 anni, ma al-Ḥusaynī, una volta assurto al potere, non lo lasciò più: intimidì i possibili pretendenti alla sua successione. Come Muftī lanciò in tutto l'Islam una campagna di raccolta fondi per abbellire e restaurare la moschea nota come Cupola della Roccia, a Gerusalemme. La cupola venne rivestita d'oro e il panorama della Spianata del tempio fu così notevolmente modificato.
Ma l'iniziativa di al-Ḥusaynī aveva anche un fine politico: far sì che Gerusalemme aumentasse di importanza come città santa agli occhi del mondo arabo. Nello stesso periodo il Muftī dimostrò la sua contrarietà all'opera di laicizzazione eseguita da Atatürk in Turchia. Al-Ḥusaynī voleva invece uno Stato islamico; si ripromise di combattere tutti i Musulmani laici.
Nel 1928 venne fondata in Egitto l'organizzazione nota come Fratelli Musulmani. Al-Ḥusaynī entrò subito a farne parte, condividendone il programma.
Al-Ḥusaynī si dimostrò un infaticabile promotore del jihād (impegno doveroso) contro i britannici ed altre potenze non islamiche, considerate, a ragione od a torto, oppressive dei popoli musulmani. La sua strategia prevedeva lo scontro frontale con il sionismo e la realizzazione di un regno islamico, dall'Egitto all'Iran
L'occasione tanto attesa per lo scontro aperto si manifestò nel 1929. Al-Ḥusaynī diffuse varie voci per fomentare l'odio dei musulmani contro gli ebrei. La comunità ebraica di Hebron, venne massacrata.

L'Agenzia ebraica lo accusò di essere responsabile per aver incitato alla violenza, ma la commissione d'inchiesta presieduta da Walter Shaw, concluse che non è stata stabilita alcuna connessione fra il Muftī e l'opera di chi, ben noto o che si pensa sia stato coinvolto nell'agitazione o nell'incitamento [alla violenza] 
. Dopo che i disordini esplosero, il Muftī cooperò col Governo nei suoi sforzi di restaurare la pace e di prevenire l'estensione dei disordini.
Negli anni successivi al-Ḥusaynī consolidò la sua leadership anche sul piano internazionale. Nel dicembre 1931 fondò, insieme con un altro musulmano fondamentalista, Shawkat ʿAlī, il Congresso Islamico Mondiale, per la tutela dei Luoghi santi dell'Islam. Ben 130 delegati da tutti i Paesi musulmani accolsero il suo programma e lo nominarono presidente, attribuendogli una caratura mondiale.

## Dai Fratelli musulmani al Terzo Reich
I britannici inizialmente bilanciarono i seggi al Consiglio Arabo spartendoli tra i sostenitori degli Ḥusaynī (noti come majlisiyya, o sostenitori del Consiglio) ed i loro antagonisti, la famiglia Nashāshībī e i suoi clan alleati (noti come muʿāraḍa, l'opposizione). Seguendo questo criterio, il sindaco di Gerusalemme, Mūsā al-Ḥusaynī, fu sostituito con Rāghib al-Nashāshībī. Durante la maggior parte del periodo Mandato britannico in Palestina, i litigi fra i due gruppi e le due famiglie minarono seriamente ogni sforzo unitario palestinese. Nel 1936 però, essi giunsero a un accordo allorché tutti i gruppi palestinesi si unirono per creare un organo esecutivo permanente, noto come "Supremo Comitato Arabo", sotto la presidenza di al-Ḥusaynī.
Nel 1936 Amīn al-Ḥusaynī fu di nuovo responsabile di una sollevazione. Il 19 aprile scoppiò in Palestina una ribellione araba.

Subito la rivolta si allargò all'intero Paese, apertamente e ufficialmente condotta dal Muftī e dal suo Supremo Comitato Arabo, fondato una settimana dopo che la ribellione s'era manifestata. Il Comitato, col Muftī che lo presiedeva, proclamò uno sciopero generale tra gli arabi (che durò ben 175 giorni) e incitò al non pagamento delle tasse e al rovesciamento delle amministrazioni comunali. In più, il Comitato chiese la fine dell'immigrazione ebraica, il divieto di vendita delle terre agli ebrei e l'indipendenza nazionale. Colonie ebraiche, kibbutzim e quartieri urbani divennero bersagli per i cecchini arabi, per le loro bombe e le altre attività armate, definite come terroristiche dalle autorità mandatarie britanniche.
Al-Ḥusaynī organizzò anche squadre omicide che colpirono le autorità locali. Applicarono il metodo dello sterminio sistematico contro ogni arabo sospettato di difettare dalla totale adesione al progetto dei Fratelli Musulmani. Nello stesso tempo diffuse la sua propaganda.
Il Muftī teorizzò che ogni elemento non islamico era una minaccia al progetto panislamista. Molti leader palestinesi, sia cristiani che musulmani, sia laici che religiosi, vennero assassinati per aver protestato contro il terrore islamico di al-Ḥusaynī. Tra il 1936 e il 1938 al-Ḥusaynī fece assassinare:
- lo shaykh Dāwūd al-Anṣārī (imam della Moschea al-Aqsa);
- lo shaykh ʿAlī Nūr al-Khaṭīb (Moschea al-Aqsa);
- lo shaykh Nusaybī ʿAbd al-Raḥīm (Consiglio delle Corti religiose islamiche);
- lo shaykh ʿAbd al-Badawī (San Giovanni d'Acri);
- lo shaykh al-Namūrī (Hebron);
- Naṣr al-Dīn Naṣr (sindaco di Hebron).
- Nel 1941 fece uccidere il suo più grande avversario politico, Rāghib Nashāshībī, raggiunto da un sicario a Baghdad.

Tra il 1937 e il 1938 undici Mukhtār (capi di comunità) e le loro intere famiglie vennero trucidati dagli uomini di al-Ḥusaynī.
Nel luglio 1937 al-Ḥusaynī fu raggiunto da un mandato di cattura della polizia britannica per il ruolo svolto nella ribellione araba, ma grazie a una soffiata scampò alla cattura e si nascose all'interno del Haram al-Sharif (la Spianata sacra delle moschee), dove i britannici pensavano fosse sconsigliabile arrestarlo. In settembre fu rimosso dalla presidenza del Consiglio Supremo Islamico e l'Alto Comitato Arabo fu dichiarato illegale. In ottobre al-Ḥusaynī fuggì in Libano e qui ricostituì il Comitato. Conservò l'appoggio della maggioranza degli arabi palestinesi e usò il suo potere per vendicarsi dei Nashāshībī. Rimase in Libano per due anni, ma le sue relazioni progressivamente deteriorate con la Francia e le autorità siriane lo portarono in Iraq nell'ottobre del 1939.
La ribellione fu definitivamente sedata dalle truppe britanniche nel 1939. Ma ora Londra doveva vincere la pace. La turbolenza sociale che aveva scosso per anni la Palestina convinse i sudditi di Sua Maestà a cambiare la propria politica. La nuova linea venne illustrata in un Libro bianco, in cui il governo britannico rinunciava a costituire uno Stato ebraico in Palestina. In più, l'immigrazione ebraica venne contingentata: fino al 1944 sarebbero stati consentiti non più di 75 000 ingressi. Negli anni successivi, i nuovi arrivi sarebbero dipesi dal consenso arabo. Nonostante i britannici gli avessero offerto tutta la Palestina, al-Ḥusaynī rigettò la nuova politica di Londra, perché esigeva che l'immigrazione cessasse del tutto, non tollerando la presenza di ebrei accanto agli arabi.

## I legami con fascismo e nazionalsocialismo

### Anteguerra
Il disegno strategico di Amīn al-Ḥusaynī vedeva gli arabi riuniti conquistare compatti i territori dalla Palestina alla Mesopotamia. La Gran Bretagna però si opponeva al loro progetto. Secondo alcuni autori, il Muftī riuscì a coinvolgere Berlino e Roma nella sua causa attraverso due argomenti forti: 1) l'antisemitismo; 2) il petrolio iracheno.
Il 31 marzo 1933, a poche settimane dall'ascesa al potere di Adolf Hitler in Germania, al-Ḥusaynī inviò un telegramma a Berlino, indirizzato al Console generale tedesco a Gerusalemme, offrendo la sua collaborazione al Terzo Reich:
L'offerta di al-Ḥusaynī fu inizialmente respinta, perché la Germania non voleva deteriorare le relazioni anglo-tedesche alleandosi con un esponente anti-britannico. Però, un mese più tardi, al-Ḥusaynī incontrò in segreto il console generale tedesco Karl Wolff in una località vicino al Mar Morto: espresse la sua approvazione nei confronti di un boicottaggio anti-ebraico in Germania e gli chiese di fermare l'emigrazione di ebrei tedeschi in Palestina. Pochi mesi dopo, gli assistenti del Muftī avvicinarono Wolff, chiedendo il suo aiuto per la creazione di un partito nazionalsocialista arabo in Palestina. Wolff e i suoi superiori declinarono la proposta sia perché non volevano invadere la sfera d'influenza britannica, sia perché i nazisti desideravano la prosecuzione dell'immigrazione ebraica in Palestina, sia, infine, perché a quel tempo il Partito Nazista era stato limitato ai soli tedeschi.
Sempre nel 1933, al-Ḥusaynī prese contatti con il console italiano a Gerusalemme, Mariano De Angelis. Benito Mussolini accolse con favore la proposta di stringere rapporti organici con il Congresso Islamico Mondiale e, nel 1934, invitò il Muftī ad Asmara, ospite del governatore dell'Eritrea. Constatate le disponibilità italiane, al-Ḥusaynī ottenne un prestito di oltre 130.000 sterline.
Nel 1936 al-Ḥusaynī ricevette la prima visita di François Genoud, personaggio che in seguito divenne noto come il banchiere svizzero di Hitler. I rapporti tra i due continuarono fino agli anni sessanta. Il 21 luglio 1937, al-Ḥusaynī fece visita dal nuovo Console Generale tedesco a Gerusalemme, Hans Döhle. A lui ripeté il suo antico sostegno alla Germania e gli disse che intendeva conoscere quale appoggio il Terzo Reich era intenzionato a garantire al movimento arabo contro gli ebrei. Più tardi egli stesso inviò un agente ed un suo personale rappresentante a Berlino per discutere con i capi nazisti.
Nel settembre 1937, il governo britannico della Palestina dichiarò che il Mufti di Gerusalemme, Amin el Husseini, non era più il presidente del Consiglio supremo musulmano della Sharia e dichiarò l'Alto Comitato arabo un'organizzazione illegale.
Tra settembre ed ottobre di quell'anno al-Ḥusaynī e l'intero Alto Comitato Arabo si recarono in Libano. Poi, giunti in Iraq, progettarono un colpo di Stato per rovesciare il Paese e consegnarlo alle potenze dell'Asse. Nel 1938 l'offerta di al-Ḥusaynī fu accolta. A partire da agosto, al-Ḥusaynī cominciò a ricevere un aiuto finanziario e un consistente carico d'armi, nonché rifornimenti dal Partito Nazista e dalle istituzioni del regime hitleriano (Judenreferat, Unità Ebrei) e dall'Italia fascista. Da Berlino, Amīn al-Ḥusaynī avrebbe svolto un ruolo significativo nella politica inter-araba. Nel solo 1938, sotto il suo comando, furono assassinati più di 800 ebrei.
Nel 1940 Galeazzo Ciano, ministro degli esteri dell'Italia, affermò che il regime fascista stava finanziando al-Ḥusaynī da diversi anni, così come i servizi segreti tedeschi. Ciano dichiarò che, senza il loro sostegno finanziario, la ribellione araba contro il governo britannico in Palestina non sarebbe durata così a lungo. Nel maggio dello stesso anno, il Ministero degli esteri di Londra declinò una proposta formulata dal presidente del Vaad Leumi (Consiglio Nazionale Ebraico in Palestina) che voleva assumersi l'incarico di assassinare al-Ḥusaynī, ma nel novembre di quell'anno Winston Churchill approvò il piano.
Nel maggio del 1941, numerosi appartenenti dell'Irgun (un gruppo paramilitare ebraico), fra cui il suo primo leader, David Raziel, vennero liberati dal carcere e fuggirono alla volta dell'Iraq per una missione segreta che, secondo le fonti britanniche, includeva un piano per catturare od uccidere il Muftī. Secondo la versione fornita dall'Irgun, esso fu avvicinato dai britannici per un'azione di sabotaggio, alla quale fu aggiunto l'incarico di catturare il Muftī, come condizione per garantire il sostegno britannico all'organizzazione. La missione fu abbandonata allorché Raziel fu ucciso durante un attacco aereo tedesco.

### L'alleanza col nazifascismo: 1941-1945

#### Nel Vicino Oriente:jihāda fianco dei nazisti
Nell'aprile del 1941 il cosiddetto Quadrato d'oro, - un gruppo di quattro generali dell'esercito iracheno favorevoli all'Asse italo-tedesco, presieduto da Rashīd ʿAli al-Kaylānī (o al-Ǧīlānī), fece deporre con un colpo di Stato in Iraq il Primo ministro filo-britannico Nūrī al-Saʿīd. Il 10 maggio al-Ḥusaynī dichiarò il jihād contro la Gran Bretagna. Il messaggio fu diffuso dalle emittenti radiofoniche dell'Iraq e dell'Asse. Ma il piano fallì: in 40 giorni le truppe britanniche ripresero il controllo dell'Iraq, nonostante gli aiuti (del tutto insufficienti) provenienti da Germania e Italia.
Al-Ḥusaynī fu aiutato dai fascisti a fuggire in Persia: gli procurarono un passaporto diplomatico intestato al signor "Rossi Giuseppe". Poi, accompagnato da Fawzī al-Qāwuqjī, giunse in Europa, via Turchia. Sbarcò a Bari in ottobre, accolto festosamente dalle autorità fasciste, e incontrò Benito Mussolini il 27 ottobre 1941.

#### Nell'Europa occupata dai nazisti

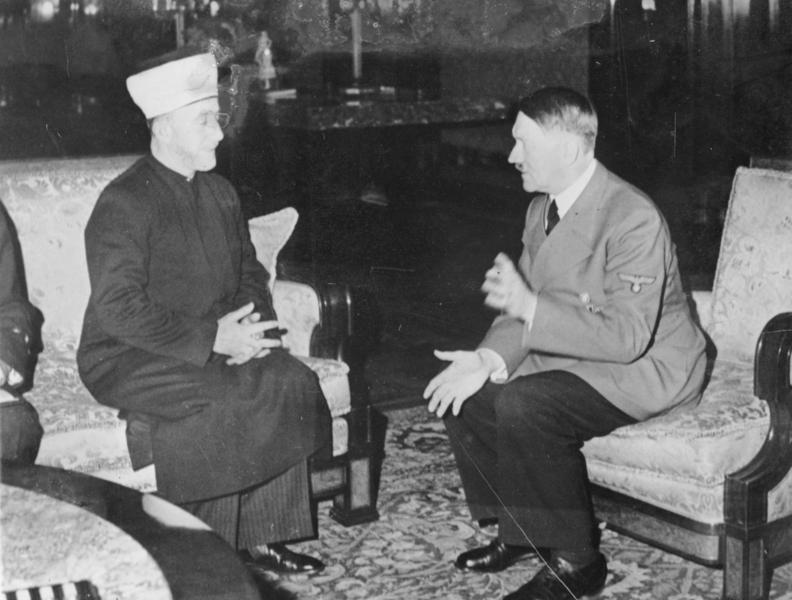
L'incontro tra Al-Ḥusaynī ed Hitler il 28 novembre 1941 a Berlino

Al-Ḥusaynī stabilì il suo quartier generale a Berlino, dove visse fino alla fine della guerra. Il 20 novembre 1941 incontrò il ministro degli esteri tedesco, Joachim von Ribbentrop, e il 28 novembre fu ricevuto ufficialmente da Adolf Hitler.
L'incontro sarebbe durato un'ora e un quarto (pochi minuti, invece, secondo lo storico Ilan Pappé) e non fu trascritto, ma i contenuti principali furono esposti in dettaglio da Fritz Gobba, presente all'incontro in quanto esperto di questioni mediorientali, avendo lavorato al consolato tedesco di Gerusalemme ed essendo stato ambasciatore in Iraq.
Al-Ḥusaynī dichiarò che Hitler godeva dell'ammirazione dell'intero mondo arabo; che gli arabi avevano gli stessi nemici (britannici, ebrei e bolscevichi) dei tedeschi e desideravano combattere al loro fianco, anche organizzando una Legione araba, essendo convinti che una vittoria tedesca sarebbe stata un bene per il mondo e per essi stessi; perciò chiedevano alla Germania l'indipendenza e la formazione di un'entità statale unica, che comprendesse l'Iraq, la Siria, il Libano, la Palestina e la Transgiordania. Il Gran Muftī avvertì Hitler che anche i britannici stavano lavorando per permettere l'indipendenza araba, perciò era necessario che i tedeschi agissero subito per non lasciare che i britannici prendessero il sopravvento. Al-Ḥusaynī chiese che la Germania rendesse palesi i suoi intenti nei confronti degli arabi e che, a tal fine, Germania e Italia rendessero una pubblica dichiarazione congiunta sul tema.
Hitler rispose che i suoi obiettivi erano chiari: condurre una lotta senza compromessi contro gli ebrei, e quindi anche quelli in Palestina. Affermò che lo sterminio del popolo ebraico era parte della sua battaglia e che gli era chiaro che occorresse impedire la formazione di uno Stato ebraico in Palestina che potesse essere utilizzato dagli ebrei come base per distruggere tutte le nazioni del mondo. Aggiunse che era determinato a risolvere il problema ebraico al fine di riportare ordine nel mondo, comprese le nazioni fuori dall'Europa.
Hitler dichiarò anche che era vero che arabi e tedeschi avevano nemici comuni, britannici e bolscevichi, e che, anche se questi avevano obiettivi diversi, erano entrambi guidati dai giudei, i quali avevano un unico scopo; disse che avrebbe continuato la sua lotta contro l'impero "giudaico-bolscevico" in Europa fino alla sua totale distruzione e che, quando nel corso di tale lotta gli eserciti tedeschi fossero arrivati ai confini del Caucaso, sarebbe arrivata anche per gli arabi l'ora della liberazione; poiché i tedeschi non avevano altro interesse nella regione se non la distruzione delle forze giudaiche, e quando questo sarebbe avvenuto, con le truppe tedesche marcianti attraverso l'Iraq e l'Iran, anche l'Impero britannico sarebbe giunto alla sua fine e Al-Ḥusaynī sarebbe diventato il portavoce del mondo arabo.
Hitler promise che avrebbe aiutato anche materialmente gli arabi partecipanti alla lotta come, a suo tempo, aveva cercato di aiutare l'Iraq nella lotta contro i britannici, anche se poi le circostanze gli erano state sfavorevoli. Affermò, però, che non gli era possibile rendere una dichiarazione pubblica sul tema e neppure una ufficiale riservata. Tuttavia, ricordò al Gran Muftī, egli aveva fatto poche promesse nella sua vita, ma le aveva sempre mantenute.

### Il Gruppo Formazioni "A"

Il Gran Mufti (all'estrema destra nella foto) presenzia alla consegna della bandiera di guerra al Centro Militare "A" (futuro Gruppo Formazioni "A").

Questa unità fu fortemente voluta da al-Husseini che, insieme all'ex-primo ministro iracheno Rashid Ali al-Kaylani, si adoperò presso il governo italiano per la creazione di una legione araba che arruolasse profughi iracheni, siriani e palestinesi, operai arabi al servizio degli inglesi fatti prigionieri dalle forze dell'Asse, Magrebini dei possedimenti francesi, Marocchini spagnoli del Rif. Il 10 ottobre 1941 si recò di persona a Roma per perorarne la causa. Il Centro Militare "A", poi Gruppo Formazioni "A" (dove A sta per Arabi), costituitosi il 1º maggio 1942 al comando del maggiore Ugo Donati, fu il primo nucleo del Raggruppamento centri militari, una delle unità straniere del Regio Esercito italiano. Alla sua massima espansione organica, il reparto poteva contare su 110 volontari arabi e 539 fra soldati, ufficiali e sottufficiali italiani nazionali.
Ideate come truppe speciali, destinate ad operazioni di intelligence nel teatro nordafricano, comprendevano un'unità destinata specificatamente alla protezione personale del Gran Mufti, il «Reparto M.S.». Secondo i programmi del Comando Supremo, il «Reparto M.S.» fu inviato in Egitto al seguito delle truppe dell'Asse per fomentare la rivolta anti-britannica presso le popolazioni locali.
I rovesci subiti dalle forze italo-tedesche stravolsero questi piani. Alcune unità del Gruppo Formazioni furono inviate in Nordafrica, dove presero parte, come fanteria ordinaria, alla campagna di Tunisia fino alla resa delle forze dell'Asse (13 maggio 1943). I reparti superstiti vennero riorganizzati in patria nel Battaglione d'Assalto Motorizzato, che dopo l'8 settembre prese parte alla difesa di Roma contro l'esercito tedesco. Tuttavia dopo questo reparto arabo, come del resto molti soldati e ufficiali italiani che in un primo momento avevano combattuto contro i tedeschi dopo l'8 settembre a Porta San Paolo vittime della confusione che regnava in quel momento, aderì alla Repubblica Sociale Italiana, ritornando al fianco dei tedeschi.

### La divisione SS musulmana

Il Gran Muftī di Gerusalemme passa in rassegna le SS bosniache musulmane

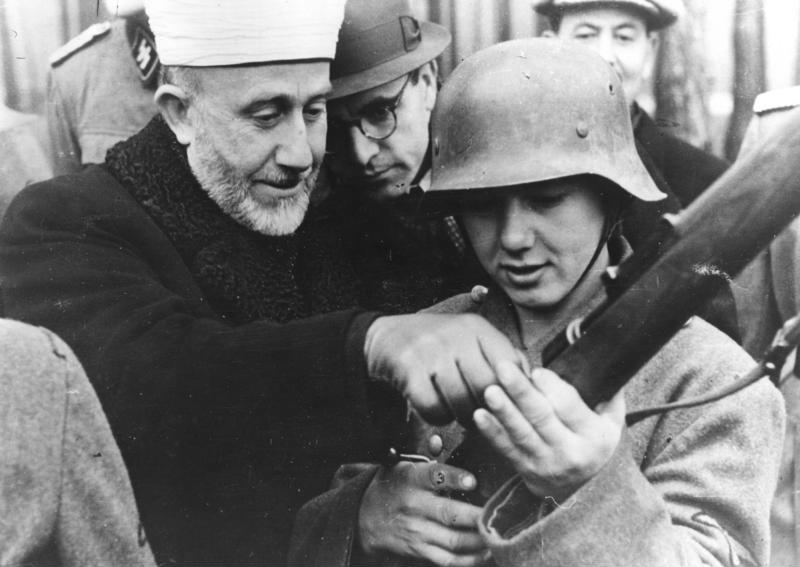
Il Gran Muftī di Gerusalemme con i volontari bosniaci delle Waffen-SS nel novembre 1943

Nel 1943 al-Ḥusaynī fu inviato in Jugoslavia, dove reclutò militanti musulmani bosniaci, che incorporò nella 13ª Divisione Handschar, costituita da 21.065 uomini. I militanti vennero addestrati in Germania e posti sotto il comando di ufficiali tedeschi. Secondo i nazisti, la razza ariana non si doveva mescolare con le altre razze, ma per la divisione musulmana il regime fece un'eccezione.
La divisione, soprannominata, Hanjar (parola che in turco significa scimitarra, mentre in arabo si dice Khanjar, خنجر), venne costituita ufficialmente per combattere i partigiani dei Balcani a partire dal febbraio del 1944. In realtà fu responsabile dell'assassinio di circa il 90 % degli ebrei di Bosnia e della distruzione di numerose chiese e villaggi serbi. A favore dei soldati musulmani, il capo delle SS, Heinrich Himmler, fondò una scuola militare per mullah, a Dresda.
In un suo discorso alle SS islamiche in Bosnia, pronunciato il 21 gennaio 1944, al-Ḥusaynī enuncia la sua comunanza d'intenti con il nazismo:
Al-Ḥusaynī insistette nel dire che il più importante compito della Divisione deve essere quello di proteggere la patria e le famiglie [dei volontari bosniaci]; alla Divisione non deve essere consentito di lasciare la Bosnia, ma questa richiesta fu ignorata dai Tedeschi.

### La Shoah
Tra le azioni di sabotaggio organizzate da al-Ḥusaynī vi fu un attentato portato a termine assaltando un impianto chimico che produceva per lo sforzo bellico nella seconda città più grande della Palestina, in maggioranza abitata da ebrei: Tel Aviv. Cinque paracadutisti furono inviati con un carico di tossina per inserirlo nel sistema idrico. La polizia catturò gli infiltrati in una caverna presso Gerico e, secondo il comandante del distretto di polizia di Gerico, Fāyiz Bey Idrīsī, il laboratorio aveva determinato che ogni contenitore portava abbastanza veleno per uccidere 25.000 persone, e vi erano almeno 10 contenitori con loro.
Documenti nazisti scoperti nel Ministero degli esteri tedesco e nel Servizio degli archivi militari di Friburgo, rinvenuti dai due studiosi tedeschi Klaus Michael Mallmann dell'Università di Stoccarda e Martin Cüppers dell'Università di Ludwigsburg, indicano che, nell'eventualità in cui il feldmaresciallo Erwin Rommel fosse riuscito a sconfiggere la Gran Bretagna in Medio Oriente, i nazisti avevano in progetto l'invio di un'unità speciale, chiamata Einsatzkommando Ägypten, per portare a compimento lo sterminio degli ebrei di Palestina. In tale evenienza, il Muftī di Gerusalemme Ḥājjī Amīn al-Ḥusaynī avrebbe dovuto essere il loro maggiore collaboratore in Palestina, rappresentando uno dei primi sostegni incontrati dai nazisti sul versante arabo antisemita, incontrando anche in varie occasioni Adolf Eichmann, il più noto organizzatore dell'Olocausto.

## Attività post-belliche
Dopo la guerra, al-Ḥusaynī si rifugiò in Svizzera, fu arrestato e messo agli arresti domiciliari in Francia, ma scappò e chiese asilo all'Egitto. Gruppi sionisti chiesero alla Gran Bretagna di incriminarlo come criminale di guerra. I Britannici non acconsentirono, in parte perché consideravano le prove addotte come non conclusive, ma anche perché ogni loro mossa in tal senso avrebbe accresciuto i loro problemi in Egitto e Palestina, dove al-Ḥusaynī era ancora popolare. La Jugoslavia chiese senza successo la sua estradizione. Il rapporto del Comitato d'Inchiesta anglo-americano datato 20 aprile 1946 affermò che «il volo del Muftī, Ḥājjī Amīn al-Ḥusaynī, in Italia e Germania, e il suo attivo sostegno all'Asse, non gli fece perdere seguito ed egli è oggi probabilmente il più popolare leader arabo in Palestina».
Dall'Egitto, al-Ḥusaynī fu fra i sostenitori della guerra del 1948 contro il nuovo Stato di Israele.
Sebbene il Muftī sia stato coinvolto in alcuni negoziati ad alto livello fra leader arabi prima e durante la guerra arabo-israeliana del 1948 in un incontro che ebbe luogo a Damasco nel febbraio 1948 per organizzare i Comandi Operativi Palestinesi, i comandanti del suo Esercito del Sacro Jihād, Hasan Salama e ʿAbd al-Qādir al-Husaynī, furono assegnati al solo distretto di Lydda e di Gerusalemme rispettivamente. Questa decisione spianò la strada a uno scalzamento della posizione del Muftī all'interno degli Stati arabi. Il 9 febbraio, quattro giorni dopo l'incontro di Damasco, il Muftī dovette patire un duro colpo: alla riunione della Lega araba al Cairo tutte le sue richieste furono respinte: dalla nomina di un Palestinese nello Stato Maggiore della Lega alla formazione di un governo provvisorio palestinese, dal trasferimento dei poteri a Comitati Esecutivi locali nelle aree evacuate dai Britannici a un finanziamento per l'amministrazione in Palestina, all'attribuzione di grandi somme al Supremo Esecutivo Arabo per i palestinesi che avevano subito danni di guerra.
La Lega araba bloccò anche il reclutamento di forze del Muftī, che collassarono a seguito della morte del suo leader più carismatico, ʿAbd al-Qādir al-Ḥusaynī, avvenuta l'8 aprile 1948.
In base a voci secondo cui re ʿAbd Allāh di Transgiordania aveva riaperto negoziati bilaterali con Israele, che dapprima egli stesso aveva condotto in segreto con l'Agenzia ebraica, la Lega araba, guidata dall'Egitto, decise di insediare l'8 settembre un governo di tutta la Palestina a Gaza, sotto la leadership nominale del Muftī. Avi Shlaim scrisse:

La decisione di formare il governo di tutta la Palestina a Gaza e il debole tentativo di creare forze armate sotto il suo controllo, dette ai membri della Lega Araba i mezzi per sganciarsi dalla diretta responsabilità per la prosecuzione della guerra e per ritirare i suoi eserciti dalla Palestina, mettendosi al riparo in qualche modo dalle proteste popolari. Qualunque fosse a lungo termine il futuro del governo arabo di Palestina, il suo immediato obiettivo, come concepito dai suoi sostenitori egiziani, fu quello di provvedere a creare un punto focale di opposizione ad ʿAbd Allāh e di servirsene come uno strumento per frustrare le sue ambizioni di federare regioni arabe con la Transgiordania.

ʿAbd Allāh vide il tentativo di dare nuovo spazio all'"Esercito del Jihād" del Muftī come una sfida alla sua autorità e il 3 ottobre il suo ministro della Difesa ordinò a tutti i corpi armati che operavano nelle aree controllate dalla Legione araba di sciogliersi. Glubb Pascià eseguì l'ordine senza esitazione e con efficienza.
Mentre al-Ḥusaynī era ancora in esilio in Egitto, il monarca giordano nominò il suo successore alla carica di Gran Muftī della parte palestinese di Gerusalemme, presa dalla Transgiordania nel corso della guerra. Dall'esilio Amīn al-Ḥusaynī entrò in contatto coi cospiratori arabi, che assassinarono re ʿAbd Allāh nel 1951. Il figlio di ʿAbd Allāh, Talāl, divenuto re di Giordania dopo la morte del padre, rifiutò ad Amīn al-Ḥusaynī il permesso di tornare a Gerusalemme. Dopo un anno, re Talāl abdicò, ma anche il nuovo sovrano, Husayn di Giordania, rifiutò di concedere ad al-Husaynī il permesso di entrare nella Città Santa.
Al-Ḥusaynī morì a Beirut (Libano) nel 1974. Chiese di essere sepolto a Gerusalemme ma il governo israeliano oppose un rifiuto.

### In inglese
- Philip Mattar, The Mufti of Jerusalem, Columbia University Press, edizione aggiornata, 1988, ISBN 0-231-06463-2)
- Yehuda Taggar, The Mufti of Jerusalem and Palestine Arab Politics, 1930-1937, Garland Pub, 1987, ISBN 0-8240-1933-4)
- Taysir Jbara, Palestinian Leader, Hajj Amin Al-Husayni, Mufti of Jerusalem, Kingston Press Series, Leaders, Politics, and Social Change in the Islamic World, No 5, 1985, ISBN 0-940670-21-6
- Daniel Carpi, The Mufti of Jerusalem: Amin el-Husseini, and his diplomatic activity during World War II, October 1941-July 1943, Studies in Zionism, Vol. VII (1983), pp. 101–131
- P. Mattar, Al-Husayni and Iraq's quest for independence, 1939-1941, in Arab Studies Quarterly 6,4 (1984), 267-281.
- Rashid Khalidi, The Formation of Palestinian Identity: The Critical Years, 1917-1923, in: Rethinking Nationalism in the Arab Middle East, ed. by James Jankowski and Israel Gershoni, New York, Columbia University Press, 1997, ISBN 0-231-10695-5)
- Moshe Pearlman, Mufti of Jerusalem: The Story of Haj Amin el Husseini, V Gollancz, 1947
- Pierre van Paassen, Days of our Years, Hillman-Curl, Inc., 1939, LC 39027058) pp. 363–373
- Philip Rees, Biographical Dictionary of the Extreme Right Since 1890, Macmillan Library Reference, 1991, ISBN 0-13-089301-3)
- Joseph B Schechtman, The Mufti and the Fuehrer: The rise and fall of Haj Amin el-Husseini, T. Yoseloff, 1965
- Zvi Elpeleg, The Grand Mufti: Haj Amin Al-Hussaini, Founder of the Palestinian National Movement, transl. by David Harvey ed edito da Shmuel Himelstein, Londra, Frank Cass Publishers, 1993, ISBN 0-7146-3432-8)
- Bernard Lewis, The Jews of Islam, Princeton University Press,Princeton,1984. ISBN 0-691-00807-8
- Walter Laqueur e Barry M. Rubin, edd., The Israel-Arab Reader: A Documentary History of the Middle East Conflict, Penguin Books, VI edizione riveduta, 2001, ISBN 0-14-029713-8)
- Adam Parfrey, ed., Extreme Islam: Anti-American Propaganda of Muslim Fundamentalism, Last Gasp, 2002, ISBN 0-922915-78-4)
- Articolo su Amīn al-Husaynī, inclusa una foto con Hitler, su palestinefacts.org. URL consultato il 13 settembre 2006 (archiviato dall'url originale il 15 gennaio 2008).
- Haim Levenberg, Military Preparations of the Arab Community in Palestine: 1945-1948, Londra, Routledge, 1993, ISBN 0-7146-3439-5
- Glenn E. Robinson, Building a Palestinian State: The Incomplete Revolution, Indiana University Press, 1997, ISBN 0-253-21082-8
- Yezid Sayigh, Armed Struggle and the Search for State: The Palestinian National Movement, 1949-1993, Oxford, Oxford University Press, 2000, ISBN 0-19-829643-6
- Avi Shlaim, Israel and the Arab Coalition, in: Eugene Rogan e Avi Shlaim (edd.), The War for Palestine (pp. 79–103), Cambridge, Cambridge University Press, 2001, ISBN 0-521-79476-5
- Idith Zertal, Israel's Holocaust and the Politics of Nationhood, Cambridge, Cambridge University Press, 2005, ISBN 0-521-85096-7
- Encyclopedia of the Holocaust, Macmillan Publishing Company New York, NY 10022, 1990
- George Lepre Himmler's Bosnian Division; The Waffen-SS Handschar Division 1943-1945. Algen, Shiffer, 1997. ISBN 0-7643-0134-9
- Klaus Michael Mallmann e Martin Cüppers, Deutsche - Juden - Völkermord. Der Holocaust als Geschichte und Gegenwart (Germans, Jews, Genocide — The Holocaust as History and Present), Darmstadt, Wissenschaftliche Buchgesellschaft, 2006.
- Irshad Manji, The Trouble with Islam Today, St. Martin's Griffin (tascabile), 2005, ISBN 0-312-32700-5
- Fritz Grobba, Irak, Berlino, 1941.
- Lorenzo Kamel, Imperial Perceptions of Palestine: British Influence and Power in Late Ottoman Times, Londra e New York, I.B. Tauris, 2015.
- Hanna Batatu, The Old Social Classes and New Revolutionary Movements of Iraq, Londra, al-Saqi Books, 2000. ISBN 0-86356-520-4
- Majid Khadduri, Independent Iraq. A Study in Iraqi Politics since the Revolution of 1958, Londra, Oxford University Press, 1969.
- Lorenzo Kamel,  Hajj Amīn al-Ḥusaynī, the “creation” of a leader, Storicamente, 9 (2013), art. 37. DOI 10.12977/stor490

### In francese
- Sirine Husseini Shahid, Souvenirs de Jérusalem, Paris, Fayard, 2005 ISBN 978-2213623092

### In italiano
- D.Dalin, J.F. Rothmann, La mezzaluna e la svastica. I segreti e l'alleanza tra il nazismo e l'Islam radicale, Lindau, 2009
- Stefano Fabei; Il fascio la svastica e la mezza luna. Mursia, Milano, 2003. ISBN 978-88-425-3059-6
- Stefano Fabei; Una vita per la Palestina. Storia del Gran Mufti di Gerusalemme. Mursia, Milano, 2003.
- Stefano Fabei, La legione straniera di Mussolini, Milano, Mursia, 2008. ISBN 978-88-425-3857-8.
- Costanzo Marinucci de' Reguardati, Iraq, Roma, Centro per le relazioni italo-arabe, 1956.
- Manfredi Martelli, Il fascio e la mezzaluna. I nazionalisti arabi e la politica di Mussolini, Roma, Settimo Sigillo, 2003. ISBN 978-600-160-822-3.
- Paolo Minganti, I movimenti politici arabi, Firenze, Ubaldini, 1971.
- Carlo Panella, Il libro nero dei regimi islamici, BUR, edizione aggiornata, 2007.
- Guido Valabrega, La rivoluzione araba, Milano, Dall'Oglio, 1967
- Mirella Serri, Bambini in fuga. I giovanissimi ebrei braccati da nazisti e fondamentalisti islamici e gli eroi italiani che li salvarono, Milano, Longanesi, 2017.

### In arabo
- ʿAbd al-Rahmān al-Bazzāz, Muhadarāt ʿan al-ʿIrāq min ihtilāl hattā al-istiqlāl (Letture sull'Iraq dall'occupazione all'indipendenza), Il Cairo, al-Aʿani Press, 1954.